# Nekrolog 1617
Nekrolog
◄◄
| ◄
| 1613
| 1614
| 1615
| 1616
| 1617 | 1618 | 1619 | 1620 | 1621 | ► | ►►
Weitere Ereignisse | Allgemeiner Nekrolog 1617
Die Beschreibung der verstorbenen Person sollte so kurz wie möglich gehalten sein und nur deren signifikante Tätigkeit(en) enthalten.
Neue Namen ggf. auch unter dem Geburts- und Sterbedatum, also etwa unter 1. Januar und im Geburts- und Sterbejahr (2024) eintragen (nur bei entsprechender großer Wichtigkeit). Für Beispiele siehe die schon vorhandenen Artikel.
Außerdem über die fünf zuletzt Verstorbenen, zu denen es einen ausreichend guten Artikel für eine Präsentation auf der Hauptseite gibt, nach der todesbedingten Überarbeitung der Artikel ggf. auch unter Wikipedia Diskussion:Hauptseite informieren und sie am besten auch in den anderen Wikipedia-Sprachversionen eintragen. Tipp: Regelmäßig bei news.google.de nach „ist tot“, „gestorben“ oder „verstorben“ suchen.
Wenn eine Person gestorben ist, gibt es viele Seiten zu dieser Person in der Wikipedia, die davon auch betroffen sind und entsprechend aktualisiert werden müssen. Beispiele: Namenübersichtsseite, Geburtsjahr, Geburtsort-Seiten und viele mehr.
Wie finde ich die betroffenen Seiten?
Im Suchfeld auf der linken Seite gibt man den Suchbegriff so ein: „Vorname Nachname“. Dann klickt man auf Volltext und alle Seiten mit entsprechendem Suchtext werden aufgerufen. Hier sieht man dann schnell, wo auch das Todesjahr Sinn macht oder sogar ein Teil des Artikels angepasst werden muss. Auch hilft das „Werkzeug“ auf der linken Seite sehr gut, um solche Seiten aufzufinden: „Links auf diese Seite“. Somit ist die Wikipedia wieder aktuell in allen Bereichen! Hinweis: bei Eintragung der Kategorie „Gestorben JAHR“ wird der Missbrauchsfilter 49 ausgelöst, was jedoch nicht schlimm ist. Siehe: Spezial:Missbrauchsfilter/49
Dies ist eine Liste von im Jahr 1617 verstorbenen bekannten Persönlichkeiten. Die Einträge erfolgen innerhalb der einzelnen Daten alphabetisch sortiert. Tiere sind im Nekrolog für Tiere zu finden.

## Januar
| Tag        | Name                           | Beruf, bekannt als                                                            | Alter | Beleg |
| ---------- | ------------------------------ | ----------------------------------------------------------------------------- | ----- | ----- |
| 1. Januar  | Hendrick Goltzius              | niederländischer Maler und Kupferstecher                                      |       |       |
| 6. Januar  | Dorothea von Dänemark          | Herzogin von Braunschweig-Lüneburg                                            | 70    |       |
| 10. Januar | Johann Fabricius               | deutscher Mediziner und Astronom                                              | 30    |       |
| 16. Januar | Wolf Dietrich von Raitenau     | österreichischer Fürsterzbischof von Salzburg (1587–1612)                     | 57    |       |
| 20. Januar | Fausto Veranzio                | Verfasser des ersten Wörterbuches in fünf Sprachen                            |       |       |
| 22. Januar | Johannes Avianus               | deutscher Dramatiker, Musiktheoretiker, evangelischer Pfarrer und Lehrer      |       |       |
| 22. Januar | Costanza Sforza di Santa Fiora | Herzogin von Sora                                                             | 59    |       |
| 27. Januar | Georg Weinrich                 | deutscher lutherischer Theologe                                               | 62    |       |
| 28. Januar | Karl II.                       | Herzog von Oels (1565–1617); Herzog von Bernstadt (1604–1617); Graf von Glatz | 71    |       |
| 29. Januar | Schweikard von Gemmingen       | Hofrat in Württemberg-Mömpelgard, Grundherr in Presteneck                     | 61    |       |

## Februar
| Tag         | Name                         | Beruf, bekannt als                                           | Alter | Beleg |
| ----------- | ---------------------------- | ------------------------------------------------------------ | ----- | ----- |
| 1. Februar  | Balthasar Menz der Jüngere   | deutscher Historiker, Chronist und kaiserlicher Poeta laurus |       |       |
| 4. Februar  | Louis Elsevier               | niederländischer Buchbinder und Buchhändler                  |       |       |
| 8. Februar  | Hans Christoph Heyden        | deutscher Komponist, Organist und Schriftsteller             | 44    |       |
| 11. Februar | Giovanni Antonio Magini      | italienischer Astronom und Mathematiker                      | 61    |       |
| 12. Februar | Peter Carl                   | deutscher Baumeister und Zimmermann                          |       |       |
| 15. Februar | Johan Radermacher der Ältere | Kaufmann und Humanist                                        | 78    |       |
| 16. Februar | Caspar Ulenberg              | deutscher römisch-katholischer Theologe und Bibelübersetzer  | 68    |       |

## März
| Tag      | Name                       | Beruf, bekannt als                                        | Alter | Beleg |
| -------- | -------------------------- | --------------------------------------------------------- | ----- | ----- |
| 9. März  | Alonso de Ribera de Pareja | spanischer Soldat, zweimal Gouverneur von Chile           |       |       |
| 21. März | Pocahontas                 | Indianer-Prinzessin                                       |       |       |
| 24. März | Christian Calenus          | deutscher Mathematiker, Mediziner, Historiker und Dichter | 87    |       |
| 27. März | Georg II.                  | nicht-regierender Herzog von Pommern                      | 35    |       |

## April
| Tag       | Name                         | Beruf, bekannt als                                                                 | Alter | Beleg |
| --------- | ---------------------------- | ---------------------------------------------------------------------------------- | ----- | ----- |
| 4. April  | John Napier                  | schottischer Mathematiker                                                          |       |       |
| 5. April  | Alonso Lobo                  | spanischer sakraler Komponist                                                      | 62    |       |
| 11. April | Jobst Harrich                | deutscher Maler                                                                    |       |       |
| 12. April | Johannes Franke              | deutscher Arzt und Botaniker                                                       | 72    |       |
| 21. April | Johann Knöfel                | deutscher Komponist und Organist                                                   |       |       |
| 21. April | Andreas Osiander der Jüngere | deutscher lutherischer Theologe                                                    | 54    |       |
| 24. April | Concino Concini              | französischer General und Marschall von Frankreich italienischer Herkunft          |       |       |
| 30. April | Gesche Meiburg               | „Jeanne d’Arc von Braunschweig“, half 1615 die Stadt vor der Eroberung zu bewahren |       |       |

## Mai
| Tag     | Name                               | Beruf, bekannt als                                                                         | Alter | Beleg |
| ------- | ---------------------------------- | ------------------------------------------------------------------------------------------ | ----- | ----- |
| 3. Mai  | Johann Barter                      | deutscher Rechtswissenschaftler                                                            |       |       |
| 3. Mai  | Aleixo de Menezes                  | Erzbischof von Goa, Erzbischof von Braga in Portugal und spanischer Vizekönig von Portugal | 58    |       |
| 4. Mai  | Katharina von der Hoya             | deutsche Adlige                                                                            |       |       |
| 4. Mai  | Hilmar der Jüngere von Münchhausen | deutscher Adliger                                                                          |       |       |
| 7. Mai  | David Fabricius                    | deutscher Theologe, Amateurastronom und Kartograf                                          | 53    |       |
| 7. Mai  | Jacques-Auguste de Thou            | französischer Geschichtsschreiber und Staatsmann                                           | 63    |       |
| 8. Mai  | Zacharias Geizkofler               | Generalproviantmeister der kaiserlichen Armee, Reichspfennigmeister                        | 56    |       |
| 11. Mai | Regner Sixtinus                    | Jurist, Hochschullehrer, Rektor, Richter, Gesandter und Staatsmann                         |       |       |
| 24. Mai | Bartholomäus Coppenius             | reformierter Theologe, Universitätsprofessor und -rektor in Heidelberg                     | 52    |       |
| 31. Mai | Philipp Jakob Schröter             | deutscher Mediziner                                                                        | 63    |       |
| Mai     | Ghinolfo Dattari                   | italienischer Sänger und Komponist                                                         |       |       |

## Juni
| Tag      | Name                       | Beruf, bekannt als                                               | Alter | Beleg |
| -------- | -------------------------- | ---------------------------------------------------------------- | ----- | ----- |
| 2. Juni  | Christoph Brouwer          | deutscher Jesuit und Historiker                                  | 57    |       |
| 24. Juni | Bonifazio Caetani          | italienischer Erzbischof und Kardinal                            |       |       |
| 28. Juni | Steffen von Niederbergheim | deutscher Bierbrauer und Opfer der Hexenverfolgung in Hirschberg |       |       |

## Juli
| Tag      | Name                           | Beruf, bekannt als                                                           | Alter | Beleg |
| -------- | ------------------------------ | ---------------------------------------------------------------------------- | ----- | ----- |
| 6. Juli  | Johann, Margreth und Ela Schad | Opfer der Hexenprozesse in Flörsheim im Bereich des Erzbistums Mainz         |       |       |
| 8. Juli  | Leonora Galigaï                | französische Hofdame und Regentin toskanischer Herkunft                      | 49    |       |
| 13. Juli | Adam Wenzel                    | Herzog von Teschen (1579–1617)                                               | 42    |       |
| 18. Juli | Dorothea Maria von Anhalt      | Askanierin, anhaltische Prinzessin, durch Heirat Herzogin von Sachsen-Weimar | 43    |       |
| 23. Juli | Johann Rodenberg               | holländischer evangelischer Theologe                                         |       |       |
| 27. Juli | Kaspar Füger der Jüngere       | deutscher Komponist und Kreuzkantor                                          |       |       |
| 29. Juli | Katharina von Redern           | böhmische Adelige                                                            |       |       |
| Juli     | Siméon de Provanchères         | französischer Mediziner                                                      |       |       |

## August
| Tag        | Name                                        | Beruf, bekannt als                                                                    | Alter | Beleg |
| ---------- | ------------------------------------------- | ------------------------------------------------------------------------------------- | ----- | ----- |
| 1. August  | Peter Pauw                                  | niederländischer Mediziner und Botaniker                                              | 52    |       |
| 3. August  | Tobias Tandler                              | deutscher Mediziner und Mathematiker                                                  | 46    |       |
| 7. August  | Otto von Hessen-Kassel                      | Erbprinz von Hessen-Kassel, Administrator von Hersfeld                                | 22    |       |
| 15. August | Christopher Newport                         | englischer Seefahrer und Pirat                                                        | 55    |       |
| 18. August | Tarquinia Molza                             | italienische Musikerin und Dichterin                                                  | 74    |       |
| 24. August | Rosa von Lima                               | peruanische Heilige, Mystikerin, Dominikaner-Terzianerin                              | 31    |       |
| 29. August | Sebastian Ramminger                         | württembergischer Hofmaler                                                            |       |       |
| 30. August | Johann Jakob Grynaeus                       | Schweizer reformierter Theologe                                                       | 76    |       |
| 31. August | Julius August von Braunschweig-Wolfenbüttel | Prinz von Braunschweig-Wolfenbüttel und Abt des Klosters Michaelstein bei Blankenburg | 39    |       |
| 31. August | Adolf Rodde                                 | Kaufmann und Ratsherr der Hansestadt Lübeck                                           | 49    |       |
| August     | David Altenstetter                          | deutscher Goldschmied                                                                 |       |       |

## September
| Tag           | Name                               | Beruf, bekannt als                                                        | Alter | Beleg |
| ------------- | ---------------------------------- | ------------------------------------------------------------------------- | ----- | ----- |
| 6. September  | Alexander Sehestedt                | deutscher Adliger, Herr auf Gut Güldenstein und Klosterprobst zu Uetersen |       |       |
| 10. September | Christoph Helwig                   | deutscher Chronologe, Theologe, Historiker und Sprachwissenschaftler      | 35    |       |
| 13. September | Julius Echter von Mespelbrunn      | Fürstbischof von Würzburg und Herzog von Franken                          | 72    |       |
| 24. September | Antonio Vasalio                    | Festungsbaumeister, Architekt und Stuckateur                              |       |       |
| 25. September | Go-Yōzei                           | 107. Kaiser von Japan (17. Dezember 1586 bis 9. Mai 1611)                 | 45    |       |
| 25. September | Francisco Suárez                   | portugiesischer Theologe und Philosoph                                    | 69    |       |
| 26. September | Hans Jacob Breuning von Buchenbach | deutscher Orientreisender und württembergischer Gesandter                 |       |       |

## Oktober
| Tag         | Name                         | Beruf, bekannt als                                                  | Alter | Beleg |
| ----------- | ---------------------------- | ------------------------------------------------------------------- | ----- | ----- |
| 2. Oktober  | Isaak Oliver                 | englischer Maler                                                    |       |       |
| 3. Oktober  | Theodor Glazer               | deutscher Jurist und Autor                                          |       |       |
| 8. Oktober  | Johann Eberhard von Cronberg | Burggraf von Friedberg                                              |       |       |
| 10. Oktober | Bernardino Baldi             | italienischer Mathematiker, Dichter und Gelehrter                   | 64    |       |
| 12. Oktober | Caspar Bucher                | deutscher Philologe, Philosoph und Bibliothekar                     |       |       |
| 19. Oktober | David Höschel                | deutscher Humanist                                                  | 61    |       |
| 21. Oktober | Friedrich Peters             | deutscher evangelischer Theologe und Sprichwörtersammler            | 68    |       |
| 30. Oktober | Dietrich Höling              | Kaufmann und Ratsherr der Hansestadt Lübeck                         |       |       |
| 31. Oktober | Alphonsus Rodriguez          | spanischer Jesuit und Laienbruder, Heiliger der katholischen Kirche | 85    |       |

## November
| Tag          | Name                                       | Beruf, bekannt als                         | Alter | Beleg |
| ------------ | ------------------------------------------ | ------------------------------------------ | ----- | ----- |
| 5. November  | Georg Ridinger                             | Architekt                                  |       |       |
| 12. November | Nicolas de Neufville, seigneur de Villeroy | französischer Politiker und Diplomat       |       |       |
| 14. November | Marc Martí Totxo                           | spanischer Theologe                        | 86    |       |
| 15. November | Johann Volkmar                             | deutscher Hochschullehrer                  |       |       |
| 17. November | Dorothea von Sachsen                       | Äbtissin des Stifts Quedlinburg            | 26    |       |
| 19. November | Christoph Greiss zu Wald                   | niederösterreichischer Land-Untermarschall |       |       |
| 22. November | Ahmed I.                                   | osmanischer Sultan                         | 27    |       |
| 30. November | Albert Grauer                              | deutscher Lehrer und lutherischer Theologe | 42    |       |

## Dezember
| Tag          | Name                     | Beruf, bekannt als                                        | Alter | Beleg |
| ------------ | ------------------------ | --------------------------------------------------------- | ----- | ----- |
| 16. Dezember | Mikuláš Albert z Kaménka | tschechischer Humanist, Priester, Übersetzer, Orientalist |       |       |

## Datum unbekannt
| Tag | Name                                              | Beruf, bekannt als                                                        | Alter | Beleg |
| --- | ------------------------------------------------- | ------------------------------------------------------------------------- | ----- | ----- |
|     | Franciscus Aguilonius                             | belgischer Mathematiker und Physiker, Jesuit                              |       |       |
|     | Giovanni Bassano                                  | italienischer Komponist                                                   |       |       |
|     | Charlotte de Beaune-Semblançay, comtesse de Sauve | Mätresse des französischen Königs Heinrich IV.                            |       |       |
|     | Reinhard Benningk                                 | norddeutscher Stück- und Glockengießer                                    |       |       |
|     | Statius Borcholten                                | deutscher Jurist                                                          |       |       |
|     | Giovanni Botero                                   | italienischer Schriftsteller, Priester, Poet und Diplomat der Renaissance |       |       |
|     | Jakob Bucher                                      | Schweizer Politiker                                                       |       |       |
|     | Conrad Bussow                                     | deutscher Offizier, Abenteurer und Chronist                               |       |       |
|     | Esaias Compenius der Ältere                       | Orgelbauer                                                                |       |       |
|     | Thomas Coryat                                     | englischer Reiseschriftsteller                                            |       |       |
|     | Pierre du Jarric                                  | französischer Jesuit, Philosoph, Theologe und Historiker                  |       |       |
|     | Giovanni Pietro Flaccomio                         | italienischer Kapellmeister und Komponist                                 |       |       |
|     | Fernão Guerreiro                                  | portugiesischer Jesuit und Historiker                                     |       |       |
|     | Robert Jones                                      | englischer Lautenist und Komponist                                        |       |       |
|     | Bernard Gilles Penot                              | französischer Alchemist und Arzt                                          |       |       |
|     | Wolf Konrad von Rechberg                          | bayerischer Adliger                                                       |       |       |
|     | Barnabe Rich                                      | englischer Schriftsteller                                                 |       |       |
|     | Theodoricus Petri Ruutha                          | finnischer Komponist                                                      |       |       |
|     | Margarethe Sievers                                | Opfer der Hexenverfolgung                                                 |       |       |
|     | Johannes Petri Ungius                             | schwedischer Theologe                                                     |       |       |
|     | Luis de Velasco y Castilla                        | Vizekönig von Mexiko, Vizekönig von Peru                                  |       |       |
|     | Saul Wahl                                         | jüdischer Gemeindeführer                                                  |       |       |
|     | Yönten Gyatsho                                    | vierter Dalai Lama                                                        |       |       |